# سید علیرضا درخشان

ماهنامه تجارت الکترونیکی و رایانه - صاحب امتیاز و مدیر مسئول (سید علیرضا درخشان)

سید علیرضا درخشان (زاده سال ۱۳۳۱ - یزد)، پژوهشگر، نویسنده و استاد دانشگاه است. وی از سال ۱۳۸۸ صاحب امتیاز، مدیر مسئول و عضو شورای سردبیری ماهنامه تجارت الکترونیکی و رایانه تنها نشریه تخصصی حال حاضر در زمینه تجارت الکترونیکی و رایانه در ایران می‌باشد.

## تحصیلات
درخشان کارشناسی کامپیوتر را از دانشگاه تهران دریافت کرد و سپس در رشته IT دانشگاه آکسفورد انگلستان کارشناسی ارشد و از I.I.T هندوستان دکترای را خود اخذ نمود.

## فعالیت آموزشی
دانشجویان و دانش‌آموختگان بسیاری در طی ۳۲ سال آموزش و تدریسعلیرضا درخشان در زمینه‌های مختلف علوم مرتبط با کامپیوتر، فناوری اطلاعات، تجارت الکترونیک، اینترنت و برنامه‌نویسی از دانشگاه‌های مختلف ایران در مقاطع کارشناسی، کارشناسی ارشد و دکترا فارغ‌التحصیل شدند.
از دانشگاه‌هایی که او در آن به تدریس پرداخت می‌توان: دانشگاه خواجه نصیرالدین طوسی (۱۸ سال)، دانشگاه علم و صنعت ایران، دانشگاه تهران، دانشگاه یزد، دانشکده‌های علمی، کاربردی و مراکز آموزش عالی مانند: مؤسسه آموزشی اتاق بازرگانی ایران، مرکز آموزش مدیریت دولتی، مجتمع آموزش عالی صنایع، مؤسسه آموزش عالی بانکداری، سازمان مدیریت صنعتی تهران، مشهد، مراکز آموزش وزارت بازرگانی تهران، مشهد، اصفهان و بسیاری موسسات آموزش عالی دیگر در استان‌های تهران، خراسان رضوی، اصفهان، گیلان، قزوین و یزد را نام برد.

## سمت و مسئولیت اجرایی
- رئیس شورای داده پردازی سازمان انرژی اتمی ایران
- مدیر عامل کانون تجارت الکترونیکی ایرانیان.[۳]
- رئیس هیئت مدیره کانون گسترش راهکارهای تجارت الکترونیکی تهران
- عضو هیئت علمی مرکز آموزش و پژوهش صنایع ایران
- عضو کمیته تجارت الکترونیکی
- عضو هیئت علمی دانشگاه علمی کاربردی گسترش انفورماتیک ایرانیان

## فعالیت تحقیقاتی و اجرایی
- پروژه مکانیزاسیون ثبت سفارش بانک مرکزی ایران
- پروژه ملی تجارت الکترونیک کشور
- عضو تیم ناظر پروژه بزرگ امکان‌سنجی تجارت الکترونیکی ایران
- عضو تیم ناظر پروژه سیستم‌های حسابرسی سازمان حسابرسی
- عضو تیم اجرایی پروژه بزرگ مکانیزاسیون و طراحی اولیه MIS سازمان تأمین اجتماعی
- طراحی و پیاده‌سازی سیستم بازرگانی خارجی سازمان صنایع ملی (حدود ۴۰۰ شرکت)
- نظارت بر اجرای پروژه ملی ماده ۱۱۶ برنامه توسعه اقتصادی اجتماعی و سیاسی کشور
- نظارت بر اجرای پروژه اینترنت و سیستم‌های P.M شرکت مجتمع پتروشیمی اراک

و بسیاری از دیگر پروژهای ملی انفورماتیک

## فعالیت پژوهشی و سمینار
ارائه سمینارهایی در زمینه: تجارت الکترونیکی، سیستم‌های خبره، جنگ اطلاعات، هوش مصنوعی، آی. تی، تجارت فراگیر، امضای الکترونیکی و …

## مشاوره
- مشاور کامپیوتری انرژی اتمی ایران
- کارشناس علمی رادیو تجارت

و مشاور شرکت‌های بزرگ کامپیوتری در کشور مانند: شرکت مجتمع پتروشیمی شیراز و اراک، بانک مسکن، بنیاد پانزده خرداد و…

وی علاوه بر عضویت در شورای سردبیری و هیئت تحریریه ماهنامه تجارت الکترونیکی و رایانه مشاور نشریات «فن آوا» در زمینه فناوری اطلاعات و «میثاق مدیران» در زمینه مدیریت می‌باشد.

## پدر آی. تی ایران
برخی منابع و وب سایت‌های علمی و خبری به خاطر سال‌ها پژوهش و خدمات علیرضا درخشان در عرصه تجارت الکترونیکی و اینترنت و توسعه علوم فناوری اطلاعات از وی با عنوان «پدر آی. تی ایران» یاد می‌کنند.

## آثار و مقالات علمی
تألیفات:
- تألیف کتاب تجارت همراه (m-Business) (1387)[۷][۸]

ترجمه:
- ترجمه کتاب The principle of compiler نوشته Aho/ullman

مقالات:
- مقاله Object oriented
- مقالات گوناگون علمی امنیت در تجارت الکترونیکی، تجارت همراه و تجارت فراگیر و MIS هوشمند و تحت IT
- ارائه جزوات درسی در زمینه‌های سیستم عمال شبکه‌های کامپیوتری، پایگاه داده‌ها، ساختمان داده‌ها، نظریه زبان‌ها و …